# Vassili Safónov
Vassili Safónov   (Ishcherskaya, 25 de gener de 1852 (Julià) - Kislovodsk, 27 de febrer de 1918), nom complet amb patronímic Vassili Ilitx Safónov, rus: us: Васи́лий Ильи́ч Сафо́нов, també conegut com a Vasili Safonoff, fou un pianista, professor, director d'orquestra i compositor rus.

## Biografia
Va estudiar a Sant Petersburg i es va llicenciar al Conservatori d'aquesta ciutat. Després d'un brillant debut pianístic va ser professor al Conservatori d'aquella ciutat i després es va traslladar a Moscou on tindria la mateixa càtedra i va ocupar el càrrec de director dels Concerts simfònics de la Societat Musical Imperial.
Va haver d'abandonar Rússia per motius polítics i va ser als Estats Units com a director del Conservatori Nacional de Nova York on també va ocupar el lloc que havia estat de Gustav Mahler a la New York Philarmonic Orchestra i també dirigia de vegades, la London Shimphony Orchestra.
Va tornar al seu país el 1911 com a director de la Societat Musical de Sant Petersburg.
Va morir poc després de la Revolució d'Octubre. Entre els seus deixebles hi havia Aleksandr Skriabin.